# Korwin-Szymanowscy

Herb Jezierza

herb Ślepowron

Korwin-Szymanowscy – polski ród szlachecki, pieczętujący się pierwotnie herbem Jezierza następnie używający herbu Ślepowron. Rodzina wywodząca się z Mazowsza.

## Początki rodziny
Nazwisko odmiejscowe związane z zamieszkiwaniem rodu we wsi Szymany, w powiecie grajewskim. Od XVII wieku członkowie rodziny przenoszą się do województwa rawskiego i zaczynają używać herbu Ślepowron. W XVIII w. powstaje linia ukraińsko-kresowa, a w XIX w. linie kalisko-poznańska i galicyjska. Na przestrzeni wieków, ród ten posiada wiele majątków, szczególnie w województwie rawskim, mazowieckim, na terenie samej Warszawy, ale i w sieradzkim oraz na Ukrainie, m.in., Kowiesy, Piekary, Jurydyka Szymanowska w Warszawie, Cygów, Gole, Izdebno Kościelne, Kaski, Leszno, w ziemi czerskiej, Brześce, Łubne i Rybałty, a na wschodzie, Tymoszówka. Od początku XIX wieku do użycia wchodzi człon (Korwin), nie będący określeniem używanego ówcześnie herbu, a jedynie przydomkiem oderwanym od treści graficznej. Rodzina, istniejąca do dzisiaj, używająca obu wersji nazwiska zarówno Szymanowscy, jak i Korwin-Szymanowscy.

## Znani i zasłużeni członkowie rodziny

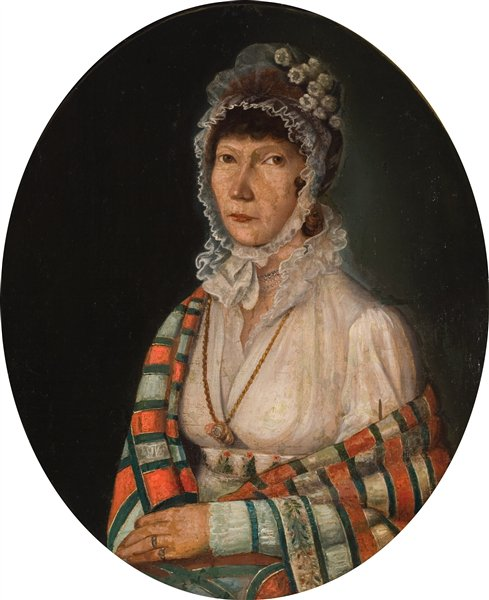
Katarzyna z Giedroyciów Szymanowska, XVIII w.

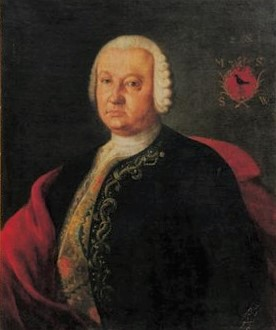
Maciej Michał Szymanowski

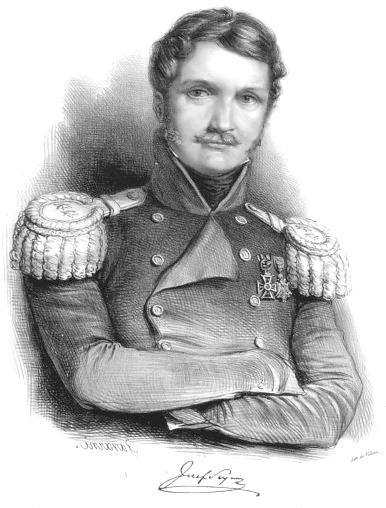
Gen. Józef Szymanowski

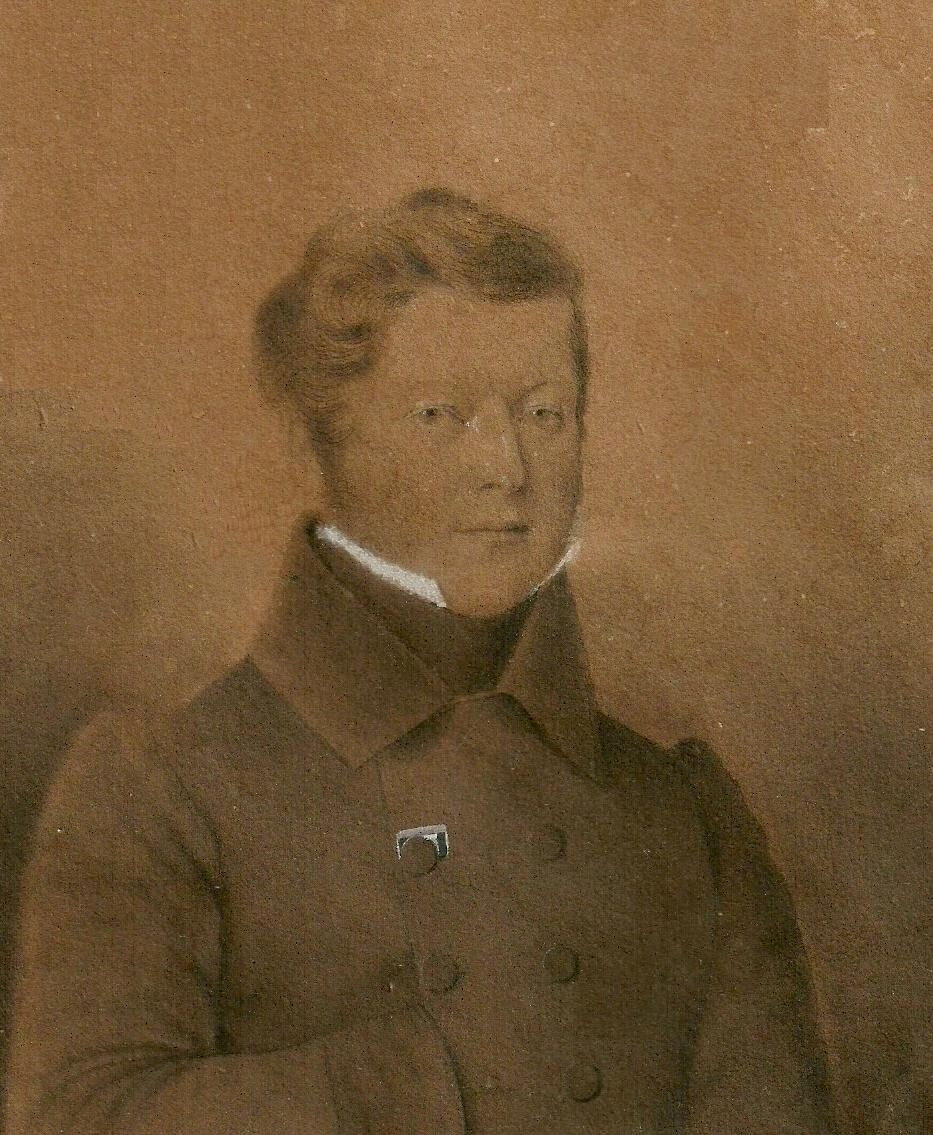
Feliks Szymon Szymanowski

- Jan Szymanowski, kasztelan płocki 1542-1556
- Marcin Szymanowski, sędzia rawski, podpisał się na dokumencie unii lubelskiej
- Jan Kazimierz, żołnierz chorągwi husarskiej, uczestnik wojen z Moskwą lat 1654–1667, burmistrz Warszawy czasu zarazy[7]
- Maciej Michał Szymanowski, kasztelan rawski,  starosta wyszogrodzki, członek stronnictwa Czartoryskich, poseł na sejmy.
- Michał, starosta wyszogrodzki, poseł na sejmy[8].
- Franciszek Szymanowski, regent kancelarii koronnej, członek Komisji Skarbu Koronnego, poseł na sejmy
- Wojciech, (1708-1758) Jezuita, profesor logiki w Przemyślu, duszpasterz w Stambule 1745-1750[9].
- Dyzma, szambelan Augusta III, polityk, poseł na sejmy[10].
- Melchior, starosta Klonowski, współfundator cmentarza powązkowskiego, donator Collegium Nobilium w Warszawie[11].
- Teofil Szymanowski, radca Prokuratorii Generalnej Królestwa Polskiego[12].
- Dominik Szymanowski, szambelan Stanisława Augusta Poniatowskiego w 1777 roku, poseł województwa rawskiego na Sejm Czteroletni w 1790 roku[13].
- Feliks Stefan Szymanowski, pułkownik, inżynier
- Teodor Dyzma, szambelan Stanisława Augusta Poniatowskiego[13]
- Józef, poeta rokokowy, prawnik czasów sejmu wielkiego, współtwórca kodeksu karnego[14].
- Józef, generał, uczestnik powstań Kościuszkowskiego i Listopadowego
- Feliks, oficer armii Księstwa Warszawskiego, dyrektor Banku Polskiego[15]
- Maurycy Korwin Szymanowski, (1797-1879) ziemianin, właściciel Słociny[16]
- Stephen (Stefan) Korwin-Szymanowski, teolog osiadły w Stanach Zjednoczonych[17]
- Théodore de Korwin Szymanowski, pisarz i publicysta, proponent Europy zjednoczonej i zwalczania niewolnictwa afrykańskiego.
- Roman Szymanowski polityk demokratyczny w Galicji
- Feliks Maria Mateusz Szymanowski, inżynier, architekt i duchowny mariawicki.
- Stanisława Korwin-Szymanowska, śpiewaczka operowa, siostra Karola[18].
- Karol, kompozytor, pianista.
- Eustachy, dyrektor BGK 1924–1927[19].
- Aleksander Marian Korwin-Szymanowski, architekt
- Stanisław Korwin-Szymanowski (1926-2008) kombatant „Corvinus” i Harcmistrz
- Franciszek Korwin-Szymanowski, slawista, pisarz i tłumacz literatury bułgarskiej.
- Teodor, profesor prawa, karnista, współautor kodeksu karnego z 1997.
- Aleksandra z Trzcińskich, polska psycholog, dr hab., wykładowca akademicki.

### Uczestnicypowstania warszawskiegoi ofiary terroru sowieckiego
- Stanisław Feliks Szymanowski (1872-1949)[20]
- Adam Szymanowski (1893-1955) „Henryk”
- Michał Szymanowski (1899-1985) „Micko”
- Feliks Szymanowski (1901-1987) „Wiesław”
- Tadeusz Korwin-Szymanowski (1906-1940) w Katyniu
- Edward Korwin-Szymanowski (1908-1944) „Eustachy”
- Zygmunt Szymanowski (1910-1950) „Jezierza”[21]
- Czesław Szymanowski (1911-?) „Miś”
- Aleksander Marian Korwin-Szymanowski (1913-1987) „Marian”
- Małgorzata Korwin-Szymanowska (1915-1995) „Kostka”
- Czesław Józef Szymanowski (? -1944) „Korwin”
- Henryk Szymanowski (1915-?) „Henryk”
- Wojciech Szymanowski (1924-1983) „Synon”
- Piotr Korwin-Szymanowski (1924-2009) „Korwin”
- Julita Korwin-Szymanowska (1924–2018) „Poraj”[22]
- Archangela Korwin-Szymanowska (1924-2005) „Ela”
- Jerzy Korwin-Szymanowski (1927-2015) „Stanisław”
- Stefan Szymanowski (? – ?) „Mordek”
- Jerzy Korwin-Szymanowski (1929-2016) „Blady”
- Wojciech Szymanowski (? – ?) „Wilk”[23]